# Bridgeton (New Jersey)
Bridgeton is een plaats (city) in de Amerikaanse staat New Jersey, en valt bestuurlijk gezien onder Cumberland County.

## Demografie
Bij de volkstelling in 2000 werd het aantal inwoners vastgesteld op 22.771.
In 2006 is het aantal inwoners door het United States Census Bureau geschat op 24.389, een stijging van 1618 (7,1%).

## Geografie
Volgens het United States Census Bureau beslaat de plaats een oppervlakte van
16,7 km², waarvan 16,1 km² land en 0,6 km² water. Bridgeton ligt op ongeveer 33 m boven zeeniveau.

## Plaatsen in de nabije omgeving
De onderstaande figuur toont nabijgelegen plaatsen in een straal van 12 km rond Bridgeton.

## Geboren
- Lester R. Brown (1934), auteur